# Ophiopogon clavatus
Ophiopogon clavatus är en sparrisväxtart som beskrevs av Charles Henry Wright och Daniel Oliver. Ophiopogon clavatus ingår i släktet Ophiopogon och familjen sparrisväxter. Inga underarter finns listade i Catalogue of Life.